# Rio Tormenta
Rio Tormenta är ett vattendrag i Brasilien.   Det ligger i delstaten Paraná, i den södra delen av landet, 1 200 km sydväst om huvudstaden Brasília.
Trakten runt Rio Tormenta består huvudsakligen av våtmarker. Runt Rio Tormenta är det ganska glesbefolkat, med 27 invånare per kvadratkilometer.